# Kumlupınar, Kozluk
Kumlupınar là một xã thuộc huyện Kozluk, tỉnh Batman, Thổ Nhĩ Kỳ. Dân số thời điểm năm 2011 là 735 người.